# 民營銀行
民营银行目前在学术上没有统一的定论，但一般指具备条件的民间资本依照法律法规发起设立的，以利益追求最大化，自负盈亏，自主经营为目标的中小银行等金融机构。民营企业开办银行，就是希望为其自身搭建融资平台，进而为企业自身谋利。业务定位主要聚焦于小微企业、消费贷款、“三农”等普惠金融领域。有多种途径可以开设民营银行：
1. 原有小额贷款公司、典当公司或村镇银行升格为民营银行；
2. 大型民营产业资本作为主发起人设立民营银行；
3. 民营资本出资收购或参（控）股信用社、农村商业银行或城市商业银行，随后改制设立民营银行；

## 优势
1. 民营银行将降低社会融资成本。一般来讲，民营银行参与金融行业竞争，将有利于整个行业生态的改善。不断创新且能迅速适应市场的银行将脱颖而出，进而促进传统银行改善服务质量。
2. 打破传统银行垄断。如果利率市场化，民营银行将打破制度保护下的传统银行金钟罩，可以吸引更多融资，同时差异化现有银行产业，使得市场竞争更为激烈。
3. 民营银行将更注重限定领域内的产业，结合自身的内部风险控制能力细化市场。不仅可以降低中小客户的融资成本，还可以最大化降低风险。

## 劣势
1. 民间资本跟风设立民营银行，大部分民营银行几乎没有金融从业经验，即使高管来自传统金融业，也难以在短期内撼动现有体制。
2. 受政策限制，无法大规模发展业务。部分民营银行不设立物理网点，不涉足传统银行业务，服务半径有限。[2]
3. 普通民众对民营银行的不信任，相比于国资背景的金融机构，民资机构能否规避风险并取得民众信任将会走很长的路。
4. 客户群体可能不满足长远盈利需求，同时由于资信审核不严增加不良率，导致无法预知未知风险，在未来发展可能会遇到严重问题。